# Singapore Community Shield 2022
Der Singapore Community Shield 2022 war die 14. offizielle Ausspielung des Wettbewerbs und wurde am 19. Februar 2022 zwischen dem singapurischen Meister Lion City Sailors sowie dem Vizemeister Albirex Niigata (Singapur) ausgetragen. Die Lion City Sailors gewannen das Spiel 2:1.

## Spielstatistik
| Paarung                    | Lion City Sailors – Albirex Niigata (Singapur) |
| Ergebnis                   | 2:1 (1:1) |
| Datum                      | 19. Februar 2022 um 16:30 Uhr |
| Stadion                    | Jalan Besar Stadium, Jalan Besar, Kallang |
| Schiedsrichter             | Jansen Foo Chuan Hui |
| Tore                       | 0:1 Tadanari Lee (14., Elfmeter) 1:1 Kim Shin-wook (41.) 2:1 Kim Shin-wook (87.) |
| Lion City Sailors          | Hassan Sunny – Pedro Henrique, Tajeli Salamat, Iqram Rifqi (65. Amirul Adli), Shahdan Sulaiman, Hariss Harun, Song In-young (65. Hafiz Nor), Adam Swandi (76. Diego Lopes), Glenn Ong (46. Anumanthan Kumar), Kim Shin-wook, Faris Ramli (86. Haiqal Pashia) Cheftrainer: Kim Do-hoon ( Südkorea) |
| Albirex Niigata (Singapur) | Takahiro Koga – Jun Kobayashi, Tatsuya Sambongi (88. Fairoz Hasan), Keito Hariya, Daichi Ōmori, Kan Kobayashi, Hilman Norhisam (46. Yoshiki Matsuura), Kumpei Kakuta, Masahiro Sugita (90.+1' Shota Ochiai), Masaya Idetsu, Tadanari Lee Cheftrainer: Kazuaki Yoshinaga ( Japan)                  |
| Gelbe Karten               | Kim Shin-wook (75.) – Tatsuya Sambongi (55.) |

### Auswechselspieler
| Auswechselspieler | Auswechselspieler |
| --- | --- |
| Lion City Sailors | Albirex Niigata (Singapur) |
| - Anumanthan Kumar ▲ (46.) - Amirul Adli ▲ (65.) - Hafiz Nor ▲ (65.) - Diego Lopes ▲ (76.) - Haiqal Pashia ▲ (86.) - Izwan Mahbud - Naqiuddin Eunos - Amiruldin Asraf - Bill Mamadou | - Yoshiki Matsuura ▲ (46.) - Fairoz Hasan ▲ (88.) - Shota Ochiai ▲ (90.+1) - Hyrulnizam Juma'at - Mahiro Takahashi - Tsubasa Kawanishi - Kanato Fukazawa - Kai Yamamoto - Junki Kenn Yoshimura |